# Чудесные приключения подмастерья Хлапича (мультфильм)
«Чудесные приключения подмастерья Хлапича» (хорв. Čudnovate zgode šegrta Hlapića, в России известен как «Мышонок сапожник» или «Лапиш — маленький башмачник») — хорватский мультфильм, снятый в 1997 году режиссёром Миланом Блажековичем.
Фильм повествует о Хлапиче, мышонке-сироте, подмастерье башмачника, бежавшего со своим псом Бундашем, чтобы доказать своему хозяину, мастеру Мрконе, что он может сделать мир лучше. Во время своих похождений он знакомится с юной мышкой-сиротой по имени Гита, работающей в цирке, и забавным попугаем Амадеусом и противостоит козням Чёрного Крыса.

## История создания
Мультфильм был снят в Хорватии в 1997 году по мотивам одноимённого романа Иваны Брлич-Мажуранич. В отличие от книги, её герои в мультфильме представлены в образе антропоморфных животных. Мультфильм сразу же стал очень популярным, только в Хорватии его посмотрели более 350 тысяч человек. В этом же году мультфильм был номинирован на премию «Оскар» в категории «Лучший иностранный фильм». В английской версии мультфильма изменены имена некоторых персонажей: Хлапича переименовали в Лапича, Гиту — в Лизу, Амадеуса — в Пико, Бундаша — в Брюстера, а Гргу — в Мелвина.
В конце 1990-х годов была снята 26-серийная телеверсия мультфильма. Действия происходят в 1901 году.

## Сюжет
Хлапич (Hlapić) — мышонок-сирота, работающий в маленьком городке подмастерьем башмачника Мркони (Mrkonja) и его благодетельной жены. Его пёс, Бундаш (Bundaš), составляет мышонку компанию, когда тот остаётся один. Однажды к мастеру наведывается городской голова со своим сыном; Хлапич должен убедиться, что башмаки, изготовленные для головчёнка, будут тому впору. Когда заказчик пытается обуться в них, дела идут не лучшим образом, и голова с сыном уходят, даже не заплатив за работу. Хлапич пытается убедить мастера, что это не его вина, но мастер Мрконя в сердцах, как всегда, винит своего подмастерье в своей ошибке. После того, как Хлапич был наказан, приходит жена мастера и извиняется за кривду от своего мужа. Пока мышонок убирает, она рассказывает ему, что были времена, когда она и её муж были счастливы. Хлапич хочет знать почему, но хозяйка говорит, что расскажет это только тогда, когда мальчик подрастёт.
Ночью Хлапич пишет мастеру и его жене записку и покидает дом в головчёнковых башмаках. Хотя Хлапич и попрощался с Бундашем, пёс ринулся вслед за ним, настигнув на следующий день. Впоследствии двое друзей встречают бельчонка Марко (Marko), живущего в доме с голубыми звёздами на стенах, и помогают ему отловить сбежавших гусей. Вечером мать Марко в благодарность кормит их сытным обедом. Неуклюжий енот Грга (Grga) подслушивает их разговор. Услыхав о сокровище, хранящемся в их доме, он бежит сказать об этом своему главарю, Чёрному Крысу.
Лапитч и Брюстер прощаются с белками. Когда они уезжают домой, необычная погода завершается вечерней бурей, заставляющей их искать убежище. Под мостом они встречают Грязного Крыса, который представляется как «Король Преисподней». На следующий день Лапич в шоке просыпается, увидев, что его ботинки исчезли. В поисках их он встречает осиротевшую Лизу (Гита) и ее попугая Пико (Амадей), пришедших из цирка, начальник манежа которого плохо с ними обращался и бросил их. Во время своего путешествия мыши и их питомцы встречают мать Мелвина и помогают ей рубить дрова. Обеспокоенная плохим поведением сына, мать Мелвина дает Лапитчу счастливую монету перед отъездом. Позже Лапитч дает Мелвину монету.
Вскоре группа объединяется с другими жителями, чтобы потушить пожар, но они делают Мелвина подозреваемым в недавней череде ограблений в этом районе. Вдобавок группа встречает бедного кошачьего бородавочника по имени Яна (Яна), чьи магические силы придают Лапитчу смелости противостоять Грязной Крысе. После того, как банда приходит в цирк, Лиза развлекает посетителей на малоиспользуемой карусели. К ночи она воссоединяется со своей лошадью Бланкой (Зорькой). Выяснилось, что Грязная Крыса заключила сделку с начальником манежа Лизы, в которой он клянется добраться до дома Марко на лошади, чтобы украсть семейный сундук. Лапич и друзья планируют остановить его навсегда, когда услышат это.
Позже они встречают мистера Скоулера, которого только что спас Мелвин. Скоулер говорит им, что его ограбили и на два дня привязали к дереву. Все они намеревались победить Грязную Крысу; Мелвин помогает им, но его босс связывает его и убирает с дороги. Лапыч под руководством Яны противостоит Грязной Крысе. В ярости он направляет свою лошадь прямо на мышонка, собираясь затоптать его. Внезапно молния разрывает их упряжь; крыса и его тележка падают со скалы.
Облака рассеиваются, пока все празднуют. Лиза приручает лошадь Грязной Крысы и отдает ее Мелвину, который обещает жить хорошей жизнью после того, через что он прошел. На следующий день Лапитч и остальные прибывают в дом Марко, где его мать показывает им ценное семейное сокровище вместе с монетой Мелвина. Они встречают отчужденного отца Марко, который долгое время отсутствовал после работы в далекой стране. Обеспокоенная миссис Скоулер рада снова всех видеть. К тому времени она и ее муж наконец узнают в Лизе своего единственного ребенка Сюзанну. После этого мистер Скоулер играет мелодию на своей скрипке, и все танцуют под нее. Скаулеры возрождают свои отношения, когда горожане празднуют вместе с ними. В конце концов, Лапитч становится самым уважаемым сапожником, которого они когда-либо знали.

## Роли озвучили
- Иван Гуделевич — мышонок Хлапич, подмастерье башмачника
- Майя Рожман — мышка Гита, дочь башмачника
- Тарик Филипович — 1) попугай Амадеус; 2) владелец Карусели
- Перо Юричич — 1) пёс Бундаш; 2) владелец цирка
- Реля Башич — Чёрный Крыс
- Владо Ковачич — мышь Мрконя, мастер-башмачник
- Марина Немет-Бранков — мышь, жена Мркони
- Хрвое Залар — енот Грга
- Лиляна Генер — Яна
- Зорко Сиротич — бельчонок Марко
- Ивана Бакарич — белка, мать Марко
- Божидарка Фрайт — енотиха, мать Грги
- Эмил Глад — медведь
- Ивица Видович — белка, отец Марко
- Мате Эргович — кабан, хозяин гостиницы
- Младен Црнобрня — Птица Штеф
- Славко Бранков — барсук
- Свен Шестак — лис
- Маринко Прга — заяц
- Иво Рогуля — свинья, городской голова
- Барбара Рокко — поросёнок, сын городского головы
- Златко Црнкович — рассказчик

## Создатели
- Режиссёр — Милан Блажекович (Milan Blažeković)
- Автор сценария — Пайо Канижай (Pajo Kanižaj)
- Композитор — Душко Мандич (Duško Mandić)

## Награды
- 1997 — номинация на премию «Оскар» в категории «лучший иностранный фильм»[3].